# We Don't Stop (西野加奈單曲)
《We Don't Stop》為日本歌手西野加奈於2014年5月21日發行的第23張單曲。

## 簡介
- 本作與前作單曲《再見》發行相隔約7個月，為2014年第一彈單曲。
- 標題曲〈We Don't Stop〉為日本電視台連續劇《花咲舞無法沉默》的主題曲，歌曲傳達給人們讓他們能有勇氣踏出新的一步[1]。
- CD+DVD的初回限定版收錄原創替換封面，DVD特別收錄「The Nishino Family Party 2013」的剪輯影像。

## 發行版本
- CD+DVD【初回限定版】
- CD ONLY【普通版】

## 曲目

### CD
1. We Don't Stop
作詞：Kana Nishino/GIORGIO 13　作曲：Giorgio Cancemi
  - 日本電視台連續劇《花咲舞無法沉默》主題曲。
2. Happy Birthday
作詞：Kana Nishino　作曲：LISA DESMOND/JOVEEK MURPHY
3. 25
作詞：Kana Nishino　作曲：Kentaro(Andersons)/Dominika(Andersons)

### DVD
- 僅初回限定版

1. 「The Nishino Family Party 2013」剪輯影像

## 外部連結
- 西野加奈官方網站 （页面存档备份，存于）